# Estatua de John Carroll
El Obispo John Carroll es una estatua del escultor Jerome Connor que conmemora al arzobispo John Carroll, el fundador de la Universidad de Georgetown y el primer obispo católico en los Estados Unidos. Ubicada frente a Healy Hall, en el campus de la universidad en el vecindario de Georgetown en Washington D. C., la estatua consiste en una escultura de bronce de Carroll sobre un pedestal de granito.
El monumento se eleva más de 4 m de altura, y se inauguró en 1912 con una elaborada ceremonia de tres días. Entre los miles de personas que asistieron se encontraban dignatarios, incluidos obispos y clérigos de alto rango; miembros del Congreso; jueces, incluido el presidente del Tribunal Supremo; el fiscal general; y exalumnos distinguidos. La estatua ha sido objeto de frivolidades estudiantiles a lo largo de los años, incluida la tradición aún vigente de sentarse en el regazo del arzobispo.

## Historia

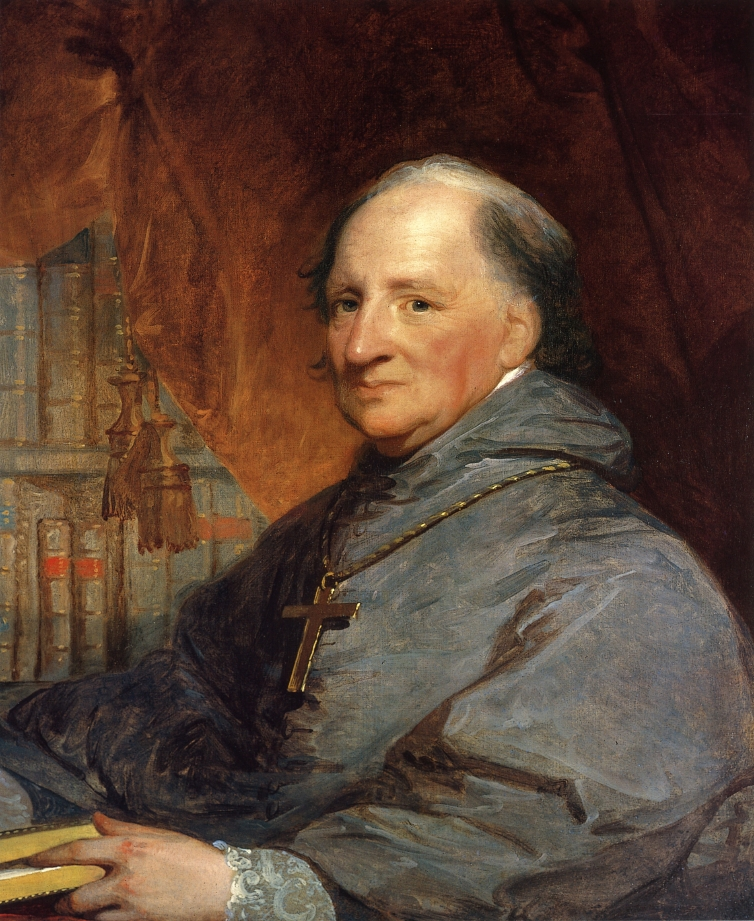
Arzobispo John Carroll

Después de la finalización de Healy Hall, se reservó un área para una futura estatua del fundador de Georgetown. El 23 de enero de 1909, en un discurso titulado "Un sueño realizado y un sueño aún no cumplido", John A. Conway anunció a los exalumnos de Georgetown en el banquete anual del Día del Fundador su deseo de que se erigiera un monumento a John Carroll, el fundador de la Universidad de Georgetown. Además de fundar la universidad, Carroll fue el primer obispo y luego arzobispo de Baltimore, la sede católica antigua de los Estados Unidos, lo que lo convierte en el primer obispo católico de los Estados Unidos. La recaudación de fondos comenzó ese año, y se recaudó un total de 7000 dólares en el esfuerzo (equivalente a 211 000 dólares en 2021). 

### Dedicación
Tres días de pompa por la erección de la estatua comenzaron en la noche del 3 de mayo de 1912. La Philodemic Society organizó una recepción en Gastón Hall, con música proporcionada por el club glee de la universidad. Thomas Walsh pronunció una oda y Daniel William O'Donoghue hizo una historia de la sociedad y un tributo a la vida de John Carroll. Posteriormente, los alumnos se retiraron al refectorio y dieron discursos informales. La estatua fue inaugurada públicamente a las 11 de la mañana el 4 de mayo de 1912. Antes de la inauguración programada, la fundición que estaba fundiendo la estatua notificó a la universidad que la estructura metálica no estaría lista a tiempo. Como no deseaba rescindir las invitaciones a los dignatarios programados para hablar, Georgetown siguió adelante con la ceremonia de inauguración después de que se colocara un molde de yeso pintado de marrón de la estatua en el pedestal, sin el conocimiento de los varios miles de asistentes a la ceremonia. Este secreto se mantuvo hasta 1940, cuando el hermano James Harrington, supervisor de los trabajadores del campus en 1912, lo reveló al periódico estudiantil de la universidad, The Hoya.
| Dignatarios sentados en el estrado de la ceremonia. |
| Dignatarios en el estrado                           |

| Academic procession |
| Procesión académica |

| Multitud reunida alrededor de la estatua durante su inauguración |
| Espectadores alrededor de la estatua                             |

| Closeup of the statue |
| Vista de primer plano |

La ceremonia comenzó con una procesión del clero, funcionarios gubernamentales, profesores y exalumnos. En la inauguración, el presidente del Tribunal Supremo, Edward Douglass White, presentó formalmente la estatua en nombre de la Asociación Nacional de Antiguos Alumnos, que financió el proyecto. En su discurso, que se dice que tuvo un profundo impacto en Edmund A. Walsh (el fundador de la Escuela de Servicio Exterior Edmund A. Walsh), quien asistió, White comentó sobre la conexión entre John Carroll y su hermano, Charles Carroll de Carrollton, signatario de la Declaración de Independencia, y sobre los principios cristianos comunes que subyacen en la fundación de la Universidad de Georgetown y de los Estados Unidos. Después de su discurso, se levantó la bandera estadounidense para revelar la estatua, mientras la Banda de la Marina de los Estados Unidos tocaba Maryland, My Maryland.

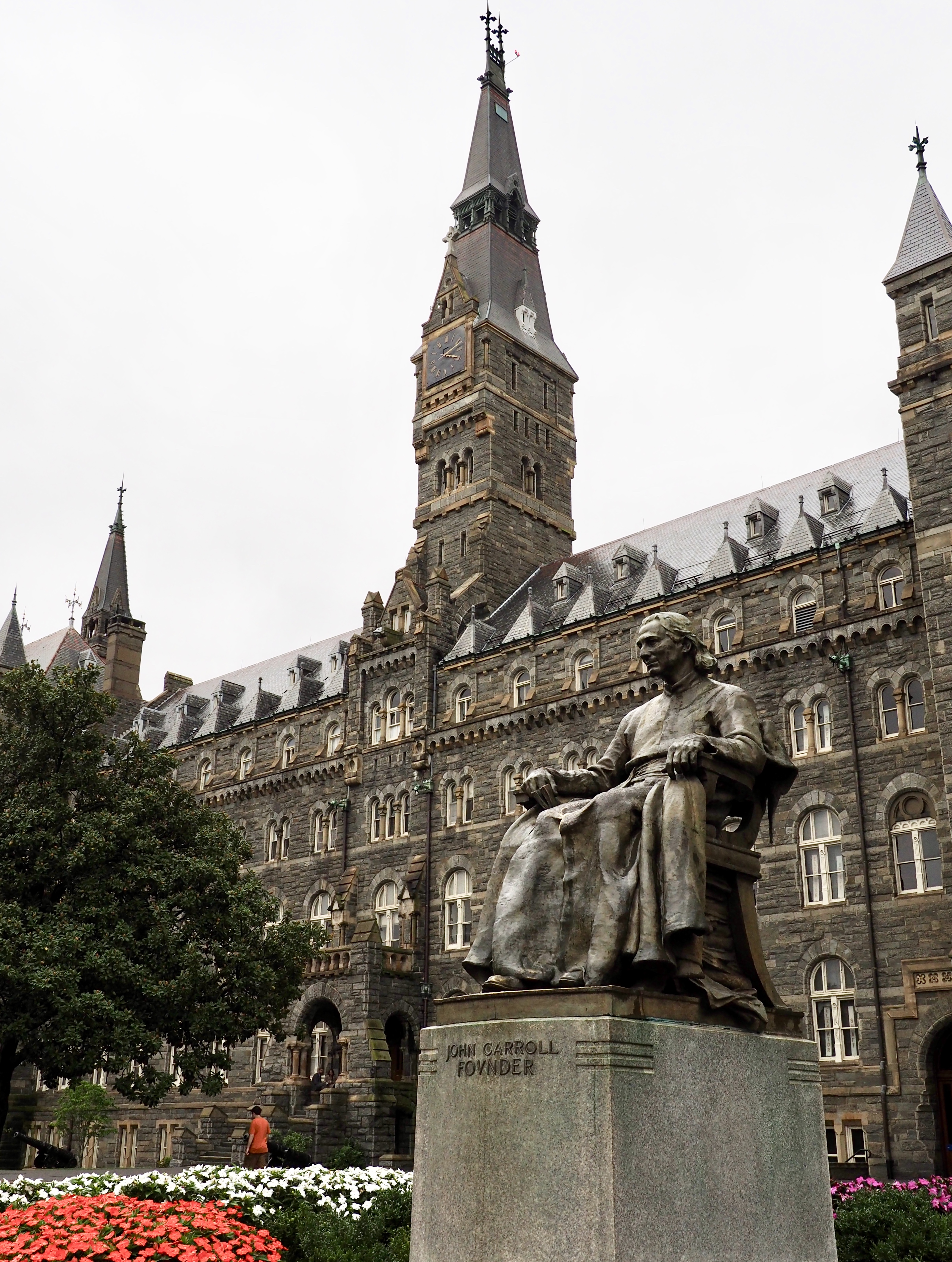
Estatua con Healy Hall al fondo

Al día siguiente, las celebraciones continuaron en el Hotel Willard. Ante más de 300 exalumnos, Conway pronunció un discurso sobre la integración de Carroll de sus compromisos patrióticos y sacerdotales. El senador electo Joseph E. Ransdell, John G. Agar, el presidente del Tribunal Supremo Seth Shepard y William Creighton Woodward también hicieron declaraciones. Posteriormente, el obispo Northrop celebró una misa solemne en la Capilla Dahlgren, durante la cual Terence J. Shealy pronunció un discurso sobre la influencia de Carroll en la prohibición de la Constitución de pruebas religiosas para cargos públicos en virtud del Artículo VI. Las festividades concluyeron con una recepción ofrecida por el presidente de la universidad y la facultad.
Varias semanas después, el sustituto de yeso fue reemplazado por su contraparte de bronce en medio de la noche.

## Descripción
La estatua está ubicada en un césped circular entre Healy Hall y las puertas principales de la universidad, un área conocida como Healy Circle. Fue creado por el escultor irlandés Jerome Connor, quien se formó como tallador de piedra.

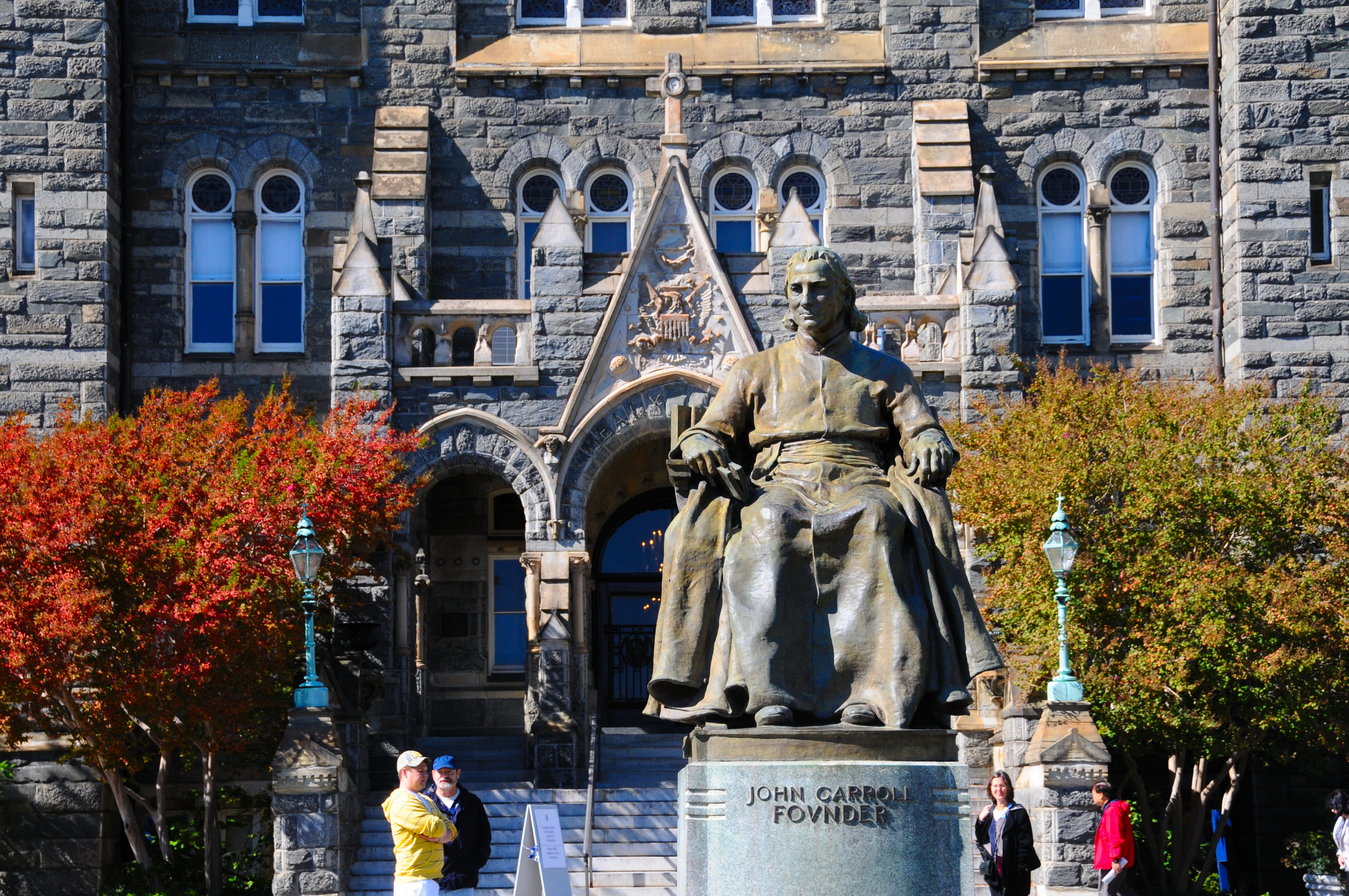
El obispo John Carroll antes de la entrada a Healy Hall

La escultura de bronce representa a John Carroll, sentado en una silla y apoyando las manos en sus brazos mientras mira ligeramente a su derecha, hacia las puertas delanteras y hacia el río Potomac y el centro de Washington. Sus labios están apretados, y parece estar en un momento de pensamiento. En su mano derecha hay un libro, en el que se inserta su dedo índice para marcar una página. Carroll está vestido con atuendo eclesiástico jesuita, que se extiende sobre los brazos y el respaldo de la silla. Su cabello está apartado de su rostro y llega hasta su cuello. Debajo de su silla hay una pila de libros, una decoración inspirada en los libros debajo de la silla de la estatua de John Harvard en la Universidad de Harvard, en la que se inspiró la estatua de Carroll. La porción de escultura de bronce de la estatua mide 208 cm de largo por 104 cm de ancho por 178 cm de altura.
La escultura descansa sobre un pedestal de granito de Carolina del Norte, que mide 145 cm de largo por 178 cm de ancho por 259 cm de altura. Esto eleva las dimensiones generales de la estatua a 3,5 m largo, 2,8 m de ancho, y 4,4 m alto. Una inscripción en el frente de la base dice: "JOHN CARROLL" y debajo, "FOVNDER", mientras que en la parte posterior contiene las palabras "PREST" y debajo, "PATRIOT PRELATE". En el lado derecho de la escultura, cerca de la base, está la firma del artista y la fecha de finalización: "Jerome Conner-1912".

## Tradiciones estudiantiles

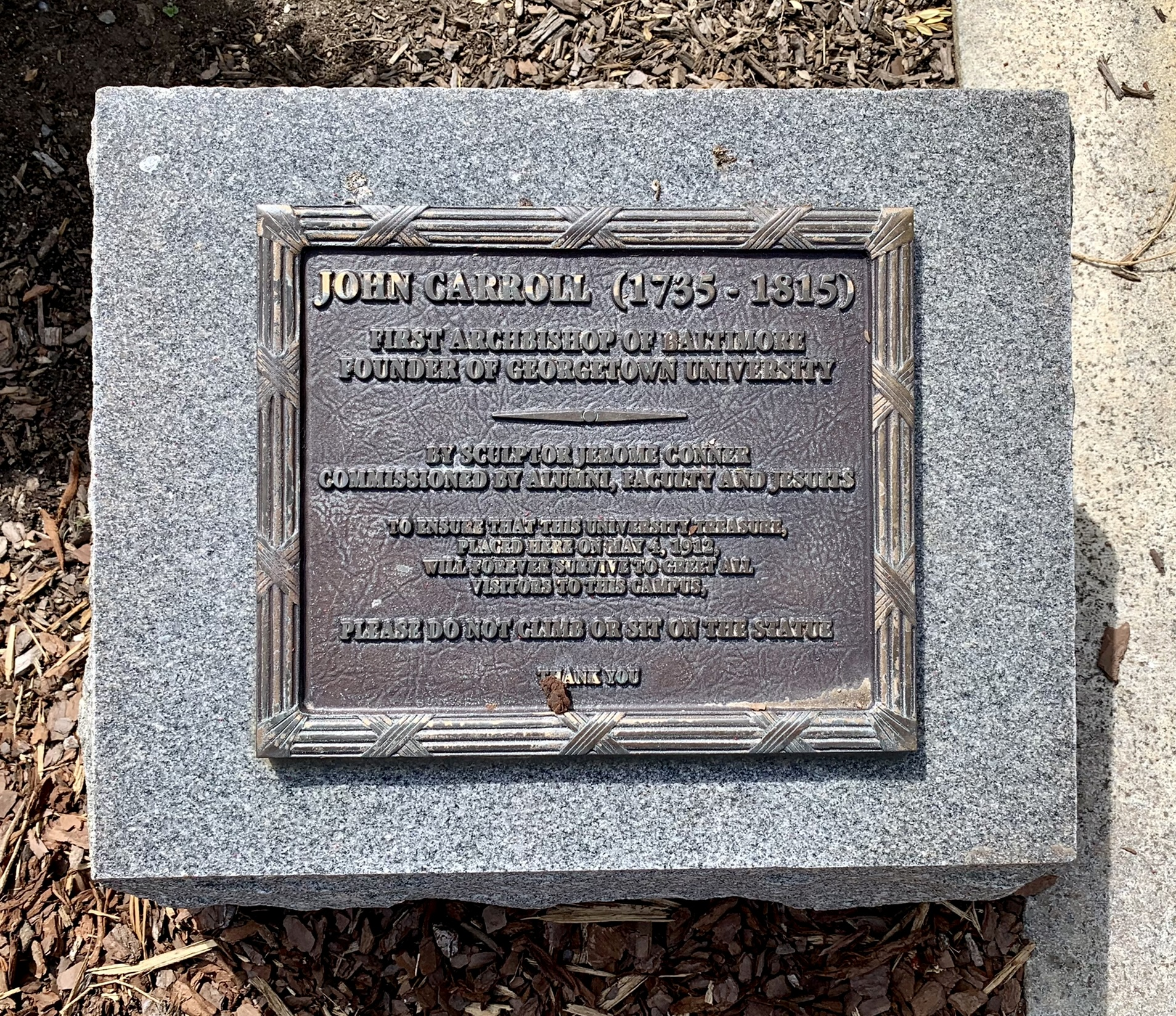
Una placa que pide a los visitantes que no suban a la estatua, que es una tradición entre algunos estudiantes de graduación.

Una creencia popular es que la escultura fue modificada en 1923 llenando el espacio debajo de la silla con una pila de libros de bronce en respuesta a las bromas de los estudiantes que colocarían un orinal en el espacio vacío. Sin embargo, este mito no es cierto, ya que los libros formaban parte de la estatua original desde su creación. En una ocasión, los estudiantes pintaron la estatua de rojo. Una tradición que se ha desarrollado es que los estudiantes graduados de Georgetown suban a la estatua y se sienten en el regazo de John Carroll.
La estatua ha aparecido en varias películas, incluidas El exorcista, El exorcista III, Escorpio y Nacida ayer.